# Alderliefste

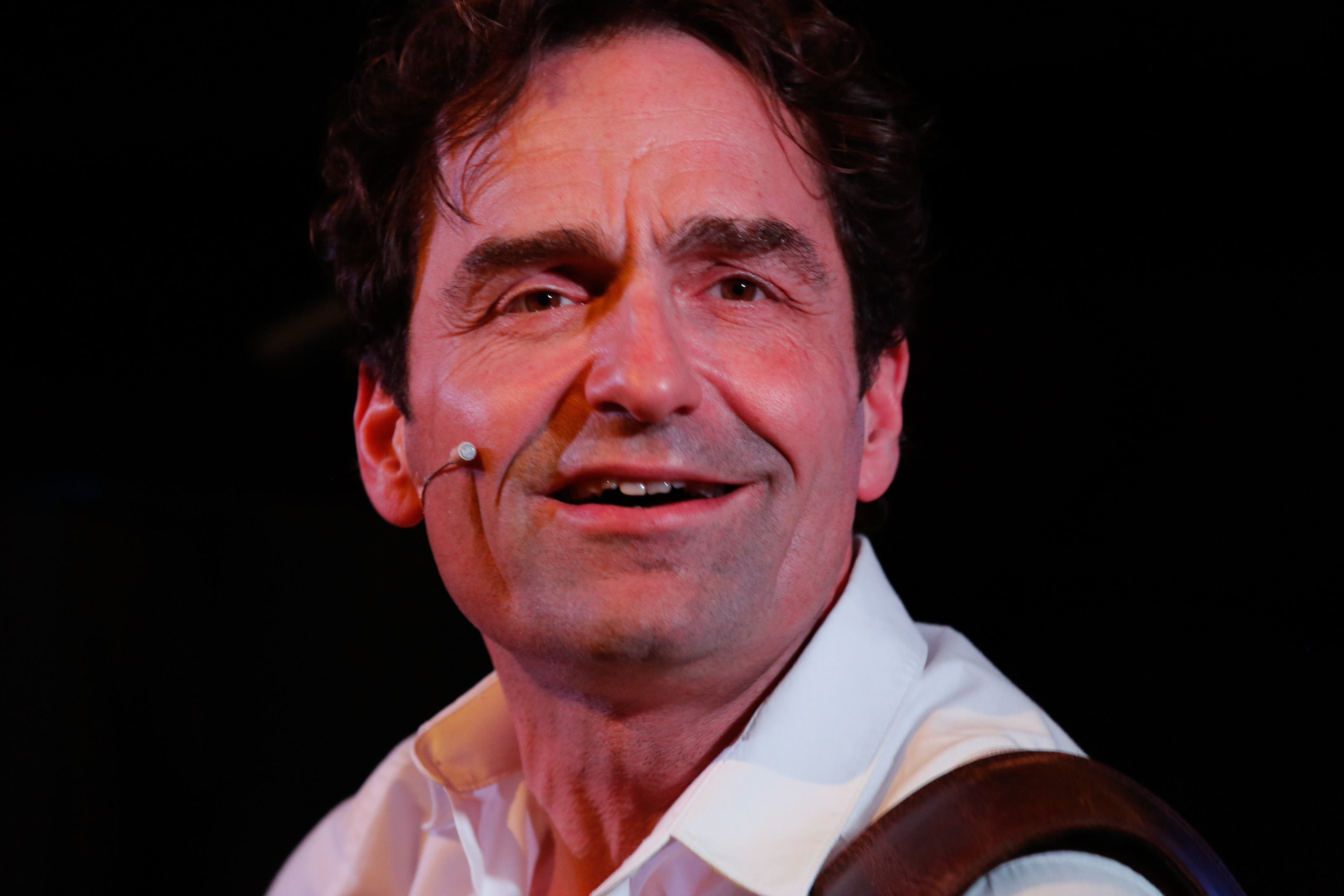
Gerard Alderliefste

Alderliefste was een Nederlandse band uit Amsterdam rond frontman Gerard Jan Alderliefste (leadzang en gitaar), met Luc de Bruin (drums en zang) en Robert Kramers (bas en zang). De band speelde van 1993 tot 2016. Gerard Alderliefste ging daarna solo verder, en de rest van band vormde de Nederpop AllStars.

## Biografie
De band werd opgericht in 1993 en maakte vooral covers van bekende hits. Er werd veel opgetreden op in diverse Amsterdamse cafés en uitgaansgelegenheden, waaronder De Heeren van Aemstel en Luxembourg.
Het eerste album uit 1995 is een in Luxembourg opgenomen live-album met als titel Life in Luxembourg.
In de loop der tijd maakte de band ook eigen Nederlandstalige nummers. In mei 1997 bracht platenmaatschappij Columbia hun eerste single uit (Na vannacht) die een bescheiden hit werd. In januari 1998 volgde Incompleet.
In 1999 kreeg de band een contract bij het S.M.A.R.T.-label. Op 8 juli 1999 verscheen het tweede cover-album Alderliefste met live-nummers opgenomen in het Amsterdamse Werkteater. Aan dit album werkte ook Peter Schön mee als toetsenist.
In februari 2000 deed de band mee aan het Nationaal Songfestival met het nummer Evenwicht, geschreven door Jochem Fluitsma en Eric van Tijn. Het nummer werd zevende. De band kreeg hierdoor landelijke bekendheid en trad steeds vaker op in programma's als De vrienden van Amstel LIVE.
In 2003 schreef de band aan een Franstalig album, waarvan de nummers tijdens de GrandCafé Tournee ten gehore werden gebracht. De tour eindigde in Parijs, waar alle nummers van het album voor het eerst in zijn geheel ten gehore werden gebracht. In november 2004 werd het album onder de titel "Je maintiendrai" uitgebracht dat 35 weken in de nationale album top 100 stond.
In 2005 werd de band tweede op het Concours de la Chanson van de Alliance Française en ontstond een samenwerking met Liesbeth List en Ramses Shaffy. "Laat me / Vivre" dat hiervan het resultaat was, haalde een achtste plaats in de Top 100.
Naast optredens in "Mooi!Weer de Leeuw" werd in 2007 de single "Une belle histoire/Een mooi verhaal" uitgebracht, een duet van Alderliefste met Paul de Leeuw, op een vertaling van Han Kooreneef.
In zijn blog van november 2008 kondigde Gerard Alderliefste het vertrek van Arnd Broeke aan en introduceerde diens opvolger: Robert Kramers.
Eind november 2009 raakte de band heel veel nieuw werk en ook apparatuur kwijt door een brand in de, naast hun pand gelegen, 'City Box' opslagplaats in Amsterdam Noord.

## Discografie

### Albums
| Album met eventuele hitnotering(en) in de Nederlandse Album Top 100 | Datum van verschijnen | Datum van binnenkomst | Hoogste positie | Aantal weken | Opmerkingen |
| ------------------------------------------------------------------- | --------------------- | --------------------- | --------------- | ------------ | ----------- |
| Life in Luxembourg                                                  | 1995                  | -                     |                 |              |             |
| Alderliefste                                                        | 1999                  | -                     |                 |              |             |
| Je maintiendrai                                                     | 11-2004               | 20-11-2004            | 45              | 41           |             |
| De Franse slag                                                      | 04-2008               | 03-05-2008            | 20              | 12           |             |
| Trois                                                               | 2014                  | 01-11-2014            | 18              | 5            |             |

### Singles
| Single met eventuele hitnotering(en) in de Nederlandse Top 40 | Datum van verschijnen | Datum van binnenkomst | Hoogste positie | Aantal weken | Opmerkingen                           |
| ------------------------------------------------------------- | --------------------- | --------------------- | --------------- | ------------ | ------------------------------------- |
| Na vannacht                                                   | 1997                  | 07-06-1997            | tip16           | -            |                                       |
| Incompleet                                                    | 01-1998               | -                     |                 |              |                                       |
| Evenwicht                                                     | 02-2000               | -                     |                 |              | 7e op het Nationaal Songfestival 2000 |
| Laat me / Vivre                                               | 05-10-2005            | 08-10-2005            | 25              | 5            | met Ramses Shaffy en Liesbeth List    |
| Une belle histoire / Een mooi verhaal                         | 2006                  | 12-08-2006            | 38              | 3            | met Paul de Leeuw                     |
| Vogelvrij / L'oiseau                                          | 2008                  | -                     |                 |              | met Jack Poels                        |

### NPO Radio 2 Top 2000
| Nummers met noteringen in de NPO Radio 2 Top 2000         | '05 | '06 | '07 | '08 | '09  | '10 | '11  | '12  | '13 | '14  | '15  | '16  | '17  | '18  | '19  | '20  | '21  | '22  | '23  | '24  |
| --------------------------------------------------------- | --- | --- | --- | --- | ---- | --- | ---- | ---- | --- | ---- | ---- | ---- | ---- | ---- | ---- | ---- | ---- | ---- | ---- | ---- |
| Laat me/Vivre (met Ramses Shaffy & Liesbeth List)         | 209 | 189 | 123 | 269 | 99   | 151 | 205  | 213  | 207 | 255  | 304  | 351  | 349  | 470  | 280  | 323  | 328  | 463  | 425  | 269  |
| Une belle histoire / Een mooi verhaal (met Paul de Leeuw) | ×   | -   | -   | -   | 1167 | -   | 1292 | 1199 | 991 | 1033 | 1159 | 1290 | 1184 | 1296 | 1283 | 1314 | 1368 | 1459 | 1525 | 1332 |

1. ↑  Een '-' betekent dat het nummer niet was genoteerd, een '×' betekent dat het nummer nog niet was uitgebracht en een vetgedrukt getal geeft de hoogste notering van een nummer aan.
2. ↑  2005 was het eerste jaar met een notering voor Alderliefste.